# كلية بريادارشيني للهندسة
كلية بريادارشيني للهندسة (Priyadarshini College of Engineering) هي واحدة من 15 كلية هندسة في ناغبور (Nagpur) وتقدم هذه الكلية برامج للحصول على الدرجات العلمية في 6 فروع لعلم الهندسة هي الهندسة الميكانيكية والهندسة الكهربائية وهندسة الإلكترونيات وهندسة الإلكترونيات والاتصالات وتقنيات الحاسوب وتقنيات المعلومات والهندسة المدنية. وتقدم أيضًا 3 برامج ماجستير في الهندسة في كل من الهندسة الميكانيكية والهندسة الكهربائية و هندسة إلكترونيات حديثة النشأة. وتقدم الكلية أيضًا برنامج ماجستير تطبيقات الحاسوب وماجستير إدارة أعمال. وإلى جانب هذا، فإن الكلية تعد من مراكز البحوث المعتمدة (برامج ماجستير ودكتوراه) التابعة لجامعة ناغبور روتردام (RTM Nagpur University).

## نبذة تاريخية
أنشأ شري ساتيش شاتورفيدي (Shri Satish Chaturvedi) كلية بريادارشيني للهندسة في ناغبور (المعروف سابقا باسم كلية بريادارشيني للهندسة والعمارة بناغبور) عام 1990 في عهد لوكمانيا تيلاك جانكاليان شيكشان سانستا (Lokmanya Tilak Jankalyan Shikshan Sanstha). وهي واحدة من كليات الهندسة الكبرى في ولاية ماهاراشترا (Maharashtra State). وقد حصلت الكلية على الاعتمادات اللازمة في جميع فروع الهندسة (الإلكترونيات والكهرباء والميكانيكا وتقنيات الحاسوب والإلكترونيات والاتصالات وتقنيات المعلومات الجوية) من المجلس الوطني للاعتماد بنيودلهي وحصل على درجة A من حكومة ولاية مهاراشترا تقديرًا لبنيته التحتية الممتازة واللائقة فضلاً عن الإنجازات الأكاديمية للطلاب وأعضاء هيئة التدريس. ونجحت الكلية في أن تظل محط أنظار العلماء في جميع أنحاء شبه القارة الهندية. وأنشئت الكلية على مساحة 72 أكر (290 ألف متر مربع) على تلال ديجدو، وهي منطقة جبلية مترامية الأطراف في ناغبور - المعروف بلقب «مدينة البرتقال».

## البرامج الأكاديمية
برنامج الطلبة الجامعيين (بكالوريوس هندسة) وتكون الدراسة على دفعات (إجمالي 660 مقعدًا)
- هندسة ميكانيكية - 120 مقعدًا
- الهندسة الكهربائية - 120 مقعدًا (60 مقعدًا جديدًا منذ العام الجامعي 2007-2008 فما بعدها)
- تقنيات الحاسوب - 120 مقعدًا
- الإلكترونيات والاتصالات - 120 مقعدًا
- هندسة الإلكترونيات - 60 مقعدًا
- تقنيات المعلومات - 60 مقعدًا
- الهندسة المدنية - 60 مقعدًا (منذ 2008)

برنامج الدراسات العليا وتكون الدراسة على دفعات (إجمالي 181 مقعدًا)
- تصميم الهندسة الميكانيكية (ماجستير) - 25 مقعدًا
- ناقلات الحركة الصناعية والتحكم في الآلات (ماجستير) - 18 مقعدًا
- دارات التكامل الفائق (ماجستير) - 18 مقعدًا
- ماجستير تطبيقات الحاسوب - 60 مقعدًا
- ماجستير إدارة الأعمال - 60 مقعدًا

## سجل الالتحاق
يعد الالتحاق من الأمور شديدة الأهمية.

## عملية الالتحاق
يتم الالتحاق بالكلية عن طريق عملية قبول مركزية (CAP) تعتمد على خوض امتحانات منها اختبار جمعية مهندسي الكهرباء والإلكترونيات (SEEE) واختبار جميع امتحانات قبول الهندسة في الهند (AIEEE). تمتلئ 95٪ من المقاعد أثناء عملية القبول المركزية في حين تمتلئ النسبة الباقية عن طريق الحصص النسبية للإدارة.
ويُمنح الالتحاق المباشر بالفرقة الثانية لمن اجتاز الدبلومة من الطلاب وفقًا لعدد الأماكن الشاغرة.

## الأنشطة الخارجة عن المنهج
SCOoP
منتدى لطلاب قسم تقنيات الحاسوب يمثل مؤسسة كمبيوتر خاصة لطلاب بريادارشيني
MESCo
منتدى لطلاب قسم الهندسة الميكانيكية (نوبتان)
MESA
منتدى لطلاب قسم الهندسة الميكانيكية
EESF
منتدى لطلاب قسم الهندسة الكهربائية
TELE-ERA
منتدى لطلاب قسم الإلكترونيات والاتصالات
EXESS
منتدى لطلاب قسم الهندسة الإلكترونية
DIGITS
منتدى لطلاب قسم تقنيات المعلومات
Jigyasa
جيجياسا (Jigyasa) هو احتفالية سنوية تستمر لمدة 3 أيام لجميع طلاب الكلية وتتكون من عدة فعاليات. تتكون هذه الاحتفالية من موضوع رئيسي بالإضافة إلى عدد من المواضيع الخاصة بكل فرقة بعينها. وتنظم في هذه الاحتفالية عروض تقديمية ورقية وعروض إعلانية وعروض مشاريع على المستوى القومي، هذا بالإضافة إلى معرض صناعي يشترك في تنظيمه الرعاة ومن على شاكلتهم. ووصل عدد الأبحاث التي تضمنتها هذه الاحتفالية في عامها السابع إلى 2000 ورقة بحثية أتت من جميع أنحاء العالم.
JIGYASA - 09
«حرب الأبطال»
الأحداث :

## المكتبة
تضم مكتبة كلية بريادارشيني للهندسة مجموعة من أعظم الكتب والصحف والمجلات المحلية والعالمية. وهي تضم أكثر من 11000 كتاب ونحو 40000 مجلد في متناول الطلاب. وإضافة إلى هذه الأعداد الضخمة، فإن المكتبة مشتركة في أكثر من 35 مجلة عالمية ونحو 60 صحيفة ومجلة. وتقدم المكتبة خدمة وسائط متعددة مع خدمة معمل لغة يمكن للطلاب الاستماع فيه إلى محاضرات تتناول أكثر من 700 موضوع هندسي وغير هندسي، وهذه المحاضرات لخبراء من كليات مختلفة مثل المعاهد الهندية للتكنولوجيا (IITs) وبعض الجامعات الخارجية.

## وصلات خارجية
- http://nagpur.nic.in/htmldocs/engg.htm
- http://yellowpages.webindia123.com/dpy/Maharashtra/Nagpur/Engineering+Colleges/1/
- pce.ltjss.net